# دکتر جونز
دکتر جونز (به انگلیسی: Doctor Jones) نام ترانه‌ای استودیویی اثر آکوا که در سال ۱۹۹۷ خوانده شده است.
همچنین این آهنگ در فیلم من کریسمس در خانه هستم(سال ۱۹۹۸) توسط جسیکا بیل خوانده می شود.